# Ophiomyxa flaccida
Ophiomyxa flaccida är en ormstjärneart som först beskrevs av Thomas Say 1825.  Ophiomyxa flaccida ingår i släktet Ophiomyxa och familjen skinnormstjärnor. Inga underarter finns listade i Catalogue of Life.